# Парадная лестница Екатерининского дворца
Парадная лестница — интерьер Екатерининского дворца в Царском Селе.

## Интерьер
На интерьере парадной дворцовой лестницы сказались стремительно менявшиеся вкусы коронованных владельцев. Барочная пышность, приближающая парадную лестницу к интерьерам, созданным Растрелли, соседствует с классической изысканностью. Современный вид соответствует реинкарнации 1860—1863 года: стилистика рококо, мрамор, резные балюстрады и фигурные вазы. Такой Парадная лестница встретила лицом к лицу ВОВ и в таком виде была восстановлена.
Мраморная лестница И. А. Монигетти занимает всю высоту и ширину дворца и освещается с востока и запада. Окна расположены в три яруса и занавешены плиссированной алой тканью. Это яркая деталь интерьера, которая «бросается в глаза», стоит попасть на лестничную площадку. Нижние окна, поболее человеческого роста, выполняя функцию дверей, выводят на балкон, откуда открывается панорамный вид на дворцовые парки.
Белые мраморные ступени поднимаются с двух сторон к средней площадке. Отсюда удобно рассмотреть расположенные на северной и южной стене — друг против друга — стенной барометр и часы-календарь. Поднявшись ещё на четыре марша, можно попасть на второй этаж, к парадным залам.

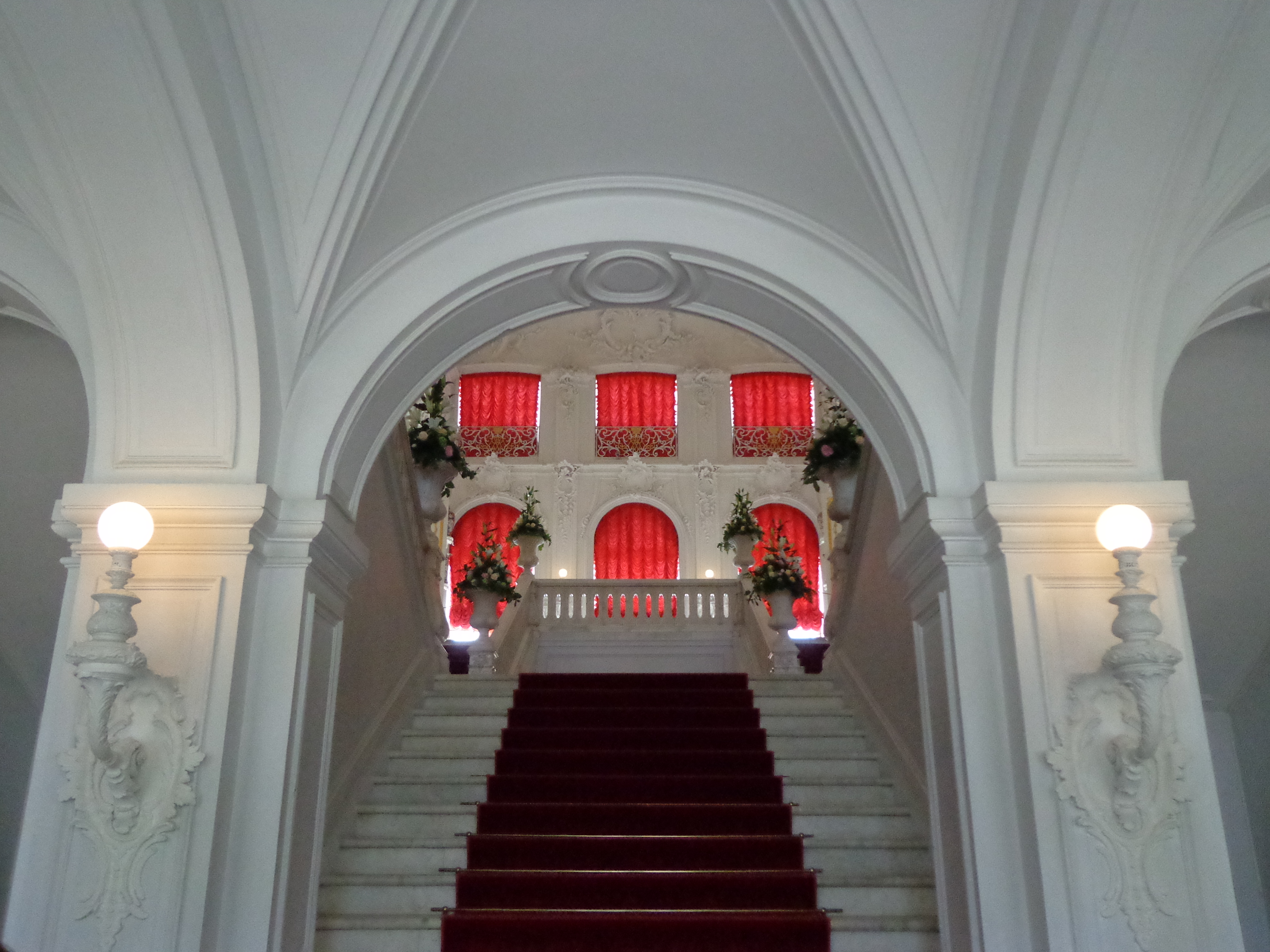

Пространство стен по обе стороны лестницы «разбито» на три сектора рокайльными мотивами, исполненными в технике лепнины. В каждом секторе на одинаковой высоте расположена консоль с китайским фарфором XVII века. Это подлинные вазы, немногое из дворцового убранства, что удалось эвакуировать во время Войны. При реконструкции было решено водворить их на законное место: вазы являются напоминанием о китайском зале, спроектированном Растрелли и находившимся на месте парадной лестницы в середине XVIII века. Характерные восточный орнамент, яркие лоснящиеся краски, благородная форма вазы, которая при ближайшем рассмотрении оказывается довольно массивной, изысканно и оригинально дополняют интерьер Парадной лестницы.

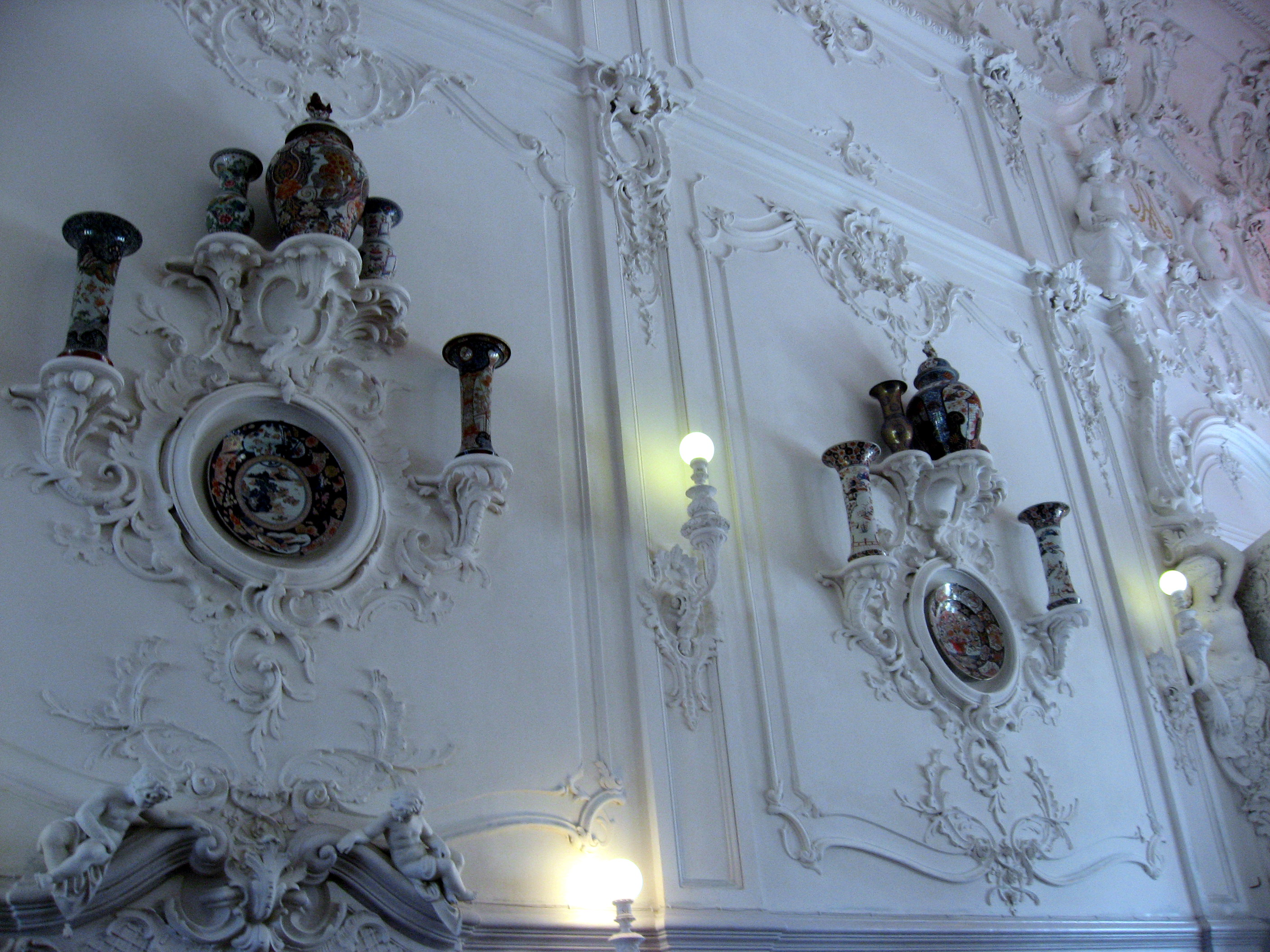

Плафон украшают произведения итальянских живописцев XVII—XVII века: центральная картина — «Суд Париса» кисти Карло Маратти — и «Юпитер и Каллисто». А на лестничных площадках посапывают «спящий амур» и «просыпающийся амур», изваянные из мрамора. Казалось бы, во дворце даже в интерьере парадной лестницы присутствует греческая скульптура. Но нет, «амуры» исполнены в 1860 году В. П. Бродзким.

## История парадной лестницы
В высших слоях европейского общества XVIII века был в моде восточный антураж. Китайский зал являлся непременным украшением дворца — особо чтимым роскошным помещением, даже по императорским меркам. Именно такой зал красовался на месте Парадной лестницы согласно проектам Растрелли. Нижние окна, подобно дверям, вели на балконы двух парадных лестниц. В 1752-56 году случилось перепланирование дворца, и Парадная лестница была перенесена Растрелли в южную часть здания, подальше от въездных ворот. Она просуществовала до 1778 года: тогда, 16 апреля, были выделены средства на снос.
До реализации проекта И. А. Монигетти, придавшего пространству тот облик, который мы видим сегодня, лестница ещё несколько раз подверглась перестройке. Одна из её версий — из красного дерева на месте бывшего китайского зала — принадлежит Ч. Камерону. В 1860 году деревянная лестница была разобрана, и на её месте возведена новая, мраморная, во всю длину и ширину дворца. Искрящийся блеск красок, яркие причудливые сюжеты, свойственные восточной культуре, были отчасти сохранены Монигетти: как дань моде и воспоминание о китайском зале стены парадной лестницы украшают драгоценные фарфоровые вазы. Это архитектурное решение стало окончательным, подвергшись варварским изменениям лишь в военное время.
С балкона парадной лестницы императрица Екатерина любила смотреть на возвращавшиеся с парада проходившие церемониальным маршем полки. Отсюда и сегодня открывается дивный вид, позволяющий детально рассмотреть устройство Александровского и Екатерининского парков и осознать масштабный замысел Растрелли.
Однако плафонная живопись XVIII, согласно истории и добрым традициям царскосельской резиденции, отличается от современной. Картины, которым суждено было украсить потолок парадной лестницы, были отобраны Монигетти, Бруни и князем Гагариным в кладовых Эрмитажа и Таврического дворца. «Триумф Венеры» Ж.-М. Вьена, копия с «Похищение Европы» Г. Рени и «Галатея», написанная в его стилистике, были вывешены в императорской столовой 10 мая 1860 года. И получили одобрение.

## Плафонная живопись
Расположенные на плафоне «Суд Париса» и «Юпитер и Каллисто» были взяты для реставрации 50-х годов из коллекции Государственного Эрмитажа. А вот картина «Эней и Венера» неизвестного итальянского художника XVIII века, расположенную с западной стороны, подарил дворцу-музею житель Ленинграда А. Тихомиров.

В основу картины К. Маратти "Суд Париса" (холст, масло, 177^231 см) лег известный древнегреческий миф о начале Троянской войны. На полотне изображен первый конкурс красоты, участницами которого стали Гера, Афина и Афродита, а судил богинь Парис, второй сын царя Приама и Гекубы. Эта картина является частью легендарной художественной коллекции первого премьер-министра Великобритании Роберта Уолпола. В 1779 году деятельная Екатерина II приобрела эту коллекцию, сделав её достоянием Государственного Эрмитажа. Несколько позднее, как мы уже знаем, фундаментальная композиция Маратти украсила плафон Парадной лестницы. Единожды - в 2013 году - картина покидала пределы Большого Екатерининского дворца для участия в выставке "Возвращение в Хоутон-Холл", проходившей с мая по ноябрь. Вместе с другими 70 работами из коллекции премьер-министра она отправилась в родовое поместье Уолполов в графстве Норфолк.